# Mentheae
Mentheae es una tribu de plantas fanerógamas perteneciente a la familia Lamiaceae. El género tipo es: Mentha L. Contiene los siguientes géneros:

## Géneros
- Acanthomintha - Acinos - Agastache - Blephilia - Bystropogon - Calamintha - Cedronella - Chaunostoma - Cleonia - Clinopodium - Conradina - Cuminia - Cunila - Cyclotrichium - Dicerandra - Dorystaechas - Dracocephalum - Drepanocaryum - Eriothymus - Glechoma - Glechon - Gontscharovia - Hedeoma - Hesperozygis - Hoehnea - Horminum -  Hymenocrater - Hyssopus - Kudrjaschevia - Kurzamra - Lallemantia - Lepechinia - Lophanthus - Lycopus - Marmoritis - Meehania - Melissa - Mentha - Meriandra - Micromeria - Minthostachys - Monarda - Monardella - Neoeplingia -Nepeta' - Origanum - Pentapleura - Perovskia - Piloblephis - Pitardia - Pogogyne - Poliomintha - Prunella - Pycnanthemum - Rhabdocaulon - Rhododon - Rosmarinus - Saccocalyx - Salvia - Satureja - Schizonepeta - Thymbra - Thymus - Zataria - Zhumeria - Ziziphora

## Especies relevantes
Algunas especies relevantes que pertenecen a esta tribu son:
| Género      | Nombre científico      | Nombre común      | Usos principales                            |
| ----------- | ---------------------- | ----------------- | ------------------------------------------- |
| Mentha      | Mentha × piperita      | Menta piperita    | Infusiones, aceites esenciales, gastronomía |
| Mentha      | Mentha spicata         | Hierbabuena       | Mojitos, té, repostería                     |
| Mentha      | Mentha pulegium        | Poleo             | Infusiones, tóxico en altas dosis           |
| Salvia      | Salvia officinalis     | Salvia común      | Condimento                                  |
| Salvia      | Salvia splendens       | Salvia roja       | Ornamental (jardines)                       |
| Salvia      | Salvia rosmarinus      | Romero            | Cocina mediterránea                         |
| Origanum    | Origanum vulgare       | Orégano           | Pizzas, salsas, aceites                     |
| Origanum    | Origanum majorana      | Mejorana          | Aromatizante (más dulce que el orégano)     |
| Thymus      | Thymus vulgaris        | Tomillo común     | Condimento                                  |
| Thymus      | Thymus citriodorus     | Tomillo limón     | Repostería, marinados (aroma cítrico)       |
| Lavandula   | Lavandula angustifolia | Lavanda verdadera | Perfumería                                  |
| Lavandula   | Lavandula × intermedia | Lavandín          | Jardinería                                  |
| Melissa     | Melissa officinalis    | Melisa o toronjil | Infusiones                                  |
| Hyssopus    | Hyssopus officinalis   | Hisopo            | Licores                                     |
| Satureja    | Satureja hortensis     | Ajedrea común     | Similar al tomillo (sabor picante)          |
| Clinopodium | Clinopodium vulgare    | Abrótanos         | Infusiones                                  |
| Salvia      | Salvia divinorum       | Salvia divinorum  | Psicoactiva                                 |